# Tu nombre de Anita
«Tu nombre de Anita» es un bolero compuesto en 1961 por José María Nadal y Juan Gabriel García Escobar interpretado por Manolo Escobar, que es dedicado a su esposa Anita Marx. En los años 60 esta canción fue muy popular en España.